# Jacinta Mulcahy
Jacinta Mulcahy ist eine britische Theater-, Film- und Musicaldarstellerin sowie Opernsängerin.

## Leben
Mulcahy begann ab Mitte der 1980er ihre Karriere als Bühnendarstellerin. Sie spielte unter anderen in den Bühnenstücken Die Elenden/(Les Miserables), Daddy Cool, Die Piraten von Penzance/(The Pirates of Penzance ), Die Glasmenagerie/The Glass Menagerie oder Ein Sommernachtstraum/(A Midsommer nights dreame) auf verschiedenen Bühnen für unterschiedliche Theaterkompanien. Sie schaut auf über 30 Jahren Schauspielerfahrung zurück.
Seit 1987 ist sie ebenfalls als Schauspielerin für Fernseh- und Filmproduktionen tätig. 1998 war sie in vier Episoden der Fernsehserie Emmerdale in der Rolle der Cass Linton zu sehen. Weitere Episodenrollen übernahm sie in Agatha Christie’s Poirot, Doctors oder auch Casualty. 2005 übernahm sie die weibliche Hauptrolle der  Dr. Rachel Stevens im Katastrophenfilm Erdbeben – Wenn die Erde sich öffnet....

## Theater (Auswahl)
- 1986: The Sound Of Music, Regie: Roger Redfarn
- 1987: Robert and Elizabeth, Regie: Stewart Trotter (ChichesterFestival Theatre)
- 1991: Guys and Dolls, Regie: Michael Bogdanov
- 1992: Les Miserables, Regie: Trevor Nunn (RSC Palace Theatre)
- 1992: Brigadoon, Regie: Roger Redfarn (Victoria Palace)
- 1994: My Fair Lady, Regie: Roger Redfarn (Theatre Royal Plymouth)
- 1996: Arsenic And Old Lace, Regie: Clifford Williams (Windsor Theatre)
- 1997: The School For Lovers, Regie Nick Broadhurst und William Relton (Greenwich Theatre)
- 1997: The Pirates of Penzance (Cork Opera House)
- 1999: The Authorised Version, Regie: Dan Hughes (Kings Head Theatre)
- 1999: Harvey, Regie: Clifford Williams (Shaftesbury Theatre London)
- 2001: A Perfect Gentleman, Regie: Michael Fry (The King’s Head Theatre)
- 2002: There’s Always A Woman, Regie: Clive Paget (Bridwell Theatre London)
- 2004: Two Pence To Cross The Mersey, Regie: Ian Kellgren (Liverpool Empire)
- 2005: There’s Always A Woman, Regie: Clive Paget (The Bridewell)
- 2009–2011: The Sound Of Music, Regie: Jeremy Sams (The Really Useful Co. & David Ian Productions)
- 2012: Woman Of Light, Regie: Mark Urquhart
- 2012: Daddy Cool, Regie: Eddy Habbema
- 2018: Phantom Of The Opera, Regie: Hal Prince

## Filmografie
- 1987: Victorian Values (Fernsehserie)
- 1992: Dr. Frankenstein (Frankenstein) (Fernsehfilm)
- 1993: Der Sohn des rosaroten Panthers (Son of the Pink Panther)
- 1994: The Marriage of Figaro (Mini-Serie, 3 Episoden)
- 1996: Agatha Christie’s Poirot (Fernsehserie, Episode 6x03)
- 1996: Canary Wharf (Fernsehserie, Episode 1x84)
- 1997: Burningman: Inside the Kaleidoscope
- 1998: Emmerdale (Fernsehserie, 4 Episoden)
- 2000: Doctors (Fernsehserie, Episode 2x27)
- 2001: Peak Practice (Fernsehserie, Episode 11x05)
- 2001: Victorians Uncovered: The Perfect Marriage (Fernsehfilm)
- 2001: Shades (Mini-Serie, 3 Episoden)
- 2001: Swallow (Fernsehserie, Episode 1x01)
- 2002: Kings and Queens (Fernsehserie, Episode 1x02)
- 2003: Casualty (Fernsehserie, Episode 17x26)
- 2005: Erdbeben – Wenn die Erde sich öffnet... (Nature Unleashed: Earthquake)
- 2006: Rosemary & Thyme (Fernsehserie, Episode 3x04)
- 2006: Holby City (Fernsehserie, Episode 8x16)
- 2014: Tommy Cooper: Not Like That, Like This (Fernsehfilm)
- 2015: Brand New-U
- 2020: Faded Glory (Kurzfilm)
- 2021: Lucy, the Human Chimp (Fernsehdokumentation)
- 2024: Irish Wish